# Cryptosiphum artemisiae
Cryptosiphum artemisiae är en insektsart som beskrevs av Buckton 1879. Cryptosiphum artemisiae ingår i släktet Cryptosiphum och familjen långrörsbladlöss. Arten är reproducerande i Sverige.

## Underarter
Arten delas in i följande underarter:
- C. a. linanense
- C. a. artemisiae

## Bildgalleri

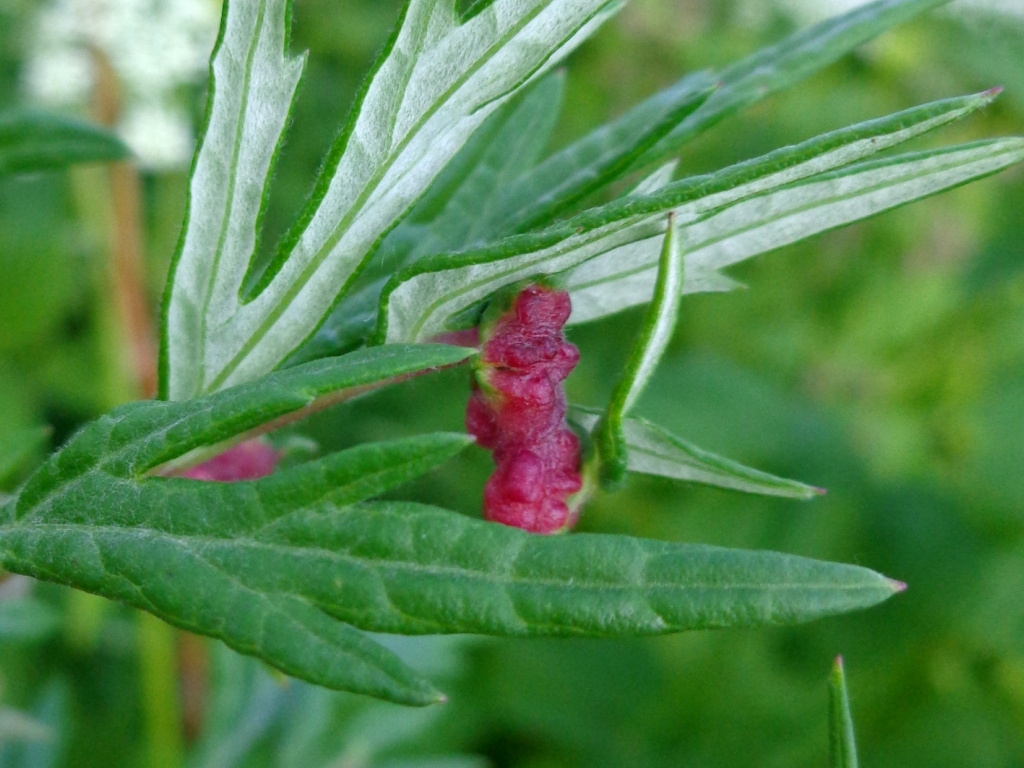